# Землетрясение в Сельмасе (1930)
7 мая 1930 года в 01:34:26 IRST (22:34:26 UTC) в Сельмасском разломе в Западном Азербайджане (Иран) произошло землетрясение, которое стало одним из мощнейших в истории Ирана. Магнитуда составила 7,1 Mw, а интенсивность по шкале Меркалли — IX. За 15 часов до него произошёл разрушительный форшок. Отчёты сейсмологов и сейсмологических организаций указывают на то, что на северо-западе Ирана и юго-востоке Турции число погибших могло достигнуть 3000.
Шестьдесят деревень (включая крупное поселение Дилман, которое было перенесено и заново отстроено, получив название Сельмас) были разрушены на равнине Сельмас и в прилегающих горных районах. Разрушительная серия афтершоков затронула многие деревни. Была проведена инспекция региона, но только спустя десятилетия, когда были задокументированы значительные поверхностные разломы и другие наземные воздействия.

## Предыстория
Эпицентральная зона на равнине Салмас занимала площадь 300 квадратных километров и расположена к северо-западу от озера Урмия. Этот район был населён в основном христианами примерно за тысячу лет до этого землетрясения (которое стало одним из крупнейших землетрясений, произошедших в Иране с 1900 года). Горные районы, окружающие равнину, чрезвычайно изолированы, а деревни (состоящие в основном из курдов) расположены далеко друг от друга. Жители горных деревень добывали себе пропитание главным образом за счёт выращивания пшеницы и разведения крупного рогатого скота. На западе, недалеко от турецкой границы, находится Аравиль-Даги, вулкан, который является самой высокой вершиной в регионе.

## Форшок
Относительно сильный форшок произошел примерно в 10:03:26 IRST 6 мая в том же районе, что и основной толчок. Это разрушительное землетрясение привело к гибели 25 человек и ощущалось на северо-западе Азербайджана и юго-востоке Турции. Саманным домам был нанесён значительный ущерб. Крыши и стены обрушивались, а в некоторых случаях были уничтожены целые дома. Многие жители равнины провели следующую ночь на открытом воздухе и оказались в безопасности во время основного толчка, но в горных деревнях, где толчок ощущался не так сильно (Шекар Язи, Шейдан, Ашнак, Асланик и другие), население было не так обеспокоено. Многие спали в закрытых помещениях, и это привело к большому количеству жертв в этих районах во время основного толчка чуть более 15 часов спустя.

## Землетрясение
| Mw                                        | Дата   | Время (UTC) |
| ----------------------------------------- | ------ | ----------- |
| 5                                         | 8 мая  | 05:29:32    |
| 5                                         | 8 мая  | 15:05:28    |
| 6,25                                      | 8 мая  | 15:35:28    |
| 5                                         | 8 мая  | 23:38:22    |
| 5                                         | 10 мая | 21:43:33    |
| 5,25                                      | 23 мая | 09:48:23    |
| 5,5                                       | 29 мая | 17:14:59    |
| 5,25                                      | 4 июня | 07:28:08    |
| 5,25                                      | 3 авг. | 22:05:59    |
| Tchalenko & Berberian, 1974, pp. 204, 206 |        |             |

Землетрясение произошло в результате сдвигового разлома и ощущалось на очень обширной территории, от Ленинакана в Армении и Тбилиси в Грузии на севере, до Багдада и Киркука в Ираке на юге. Правосторонний сдвиг, наряду с нисходящим движением, произошло в разломе, направленном с запада на северо-запад. Национальный центр геофизических данных США сообщает о 1360 погибших в результате этого землетрясения, в то время как база данных EM-DAT бельгийского Центра исследований эпидемиологии катастроф и источник Ambraseys & Melville, 2005 содержат данные о 2500 погибших. Источники Tchalenko & Berberian, 1974, база данных PAGER Геологической службы США и Utsu, 2002 указывают 2514 погибших. Источник Utsu, 2002 также приводит другие оценки в 1360 и 3000.

## Последствия
Шестьдесят деревень и около 40 церквей были разрушены на юго-западной равнине Сельмас и в прилегающих горных районах. В зоне наибольшего ущерба (ограниченной населёнными пунктами Конех-Шахр, Паяджук и Завьехджук) были разрушены все дома. К востоку от этого района, в крупной деревне Дилман, по сообщениям, погибло 1100 человек, однако сейсмологи поставили под сомнение достоверность этой цифры. В небольших деревнях выжившие предоставили точный подсчёт погибших, поскольку они помнили жертв по именам, но в деревне Дилман с населением 18 000 человек выжившие не смогли оценить точное количество погибших. Там осталось стоять только два дома, деревня была переименована в Сельмаси перенесена на новое место к западу.
Деревни в горах к югу, западу и северу от равнины Сельмас , как правило, были меньше и составляли около половины от общего числа разрушенных деревень. В Борусликалане (самой западной деревне, которая была разрушена) форшок не ощущался, а разрушения были большими. Форшок также не сильно ощущался к востоку от озера Урмия (и к юго-западу от Тебриза), где была полностью разрушена деревня Мамакан и погибло 85 человек. Другие близлежащие деревни остались почти невредимыми. Различный размер ущерба был обусловлен типом почвы.

## Афтершоки
Серия мощных и разрушительных афтершоков продолжалась около трёх с половиной месяцев. Самый крупный из них пришёлся на 8 мая. Этот толчок вызвал дополнительные разрушения к северо-востоку от первоначальной мейзосейсмической зоны (наиболее пострадавшего района). Катур, который был почти разрушен основным толчков, получил ещё один сильный удар. Другие населённые пункты (Чалиян, Гиваран, Мир-Умар и Равьян) также получили серьёзные повреждения. Деревня Шекар Язи серьёзно не пострадала от основного толчка, но получила сильный ущерб во время землетрясения 8 мая. Этот афтершок привёл к гибели ещё четырёх человек.